# Sendangharjo (Kota Blora)
Sendangharjo is een bestuurslaag in het regentschap Blora van de provincie Midden-Java, Indonesië. Sendangharjo telt 3027 inwoners (volkstelling 2010).